# John Connor (cầu thủ bóng đá, sinh năm 1914)
John Connor (1914 – 1978) là một cầu thủ bóng đá người Anh, thi đấu ở vị trí hậu vệ ở Football League cho Bolton Wanderers và Tranmere Rovers.